# Baia del Delaware

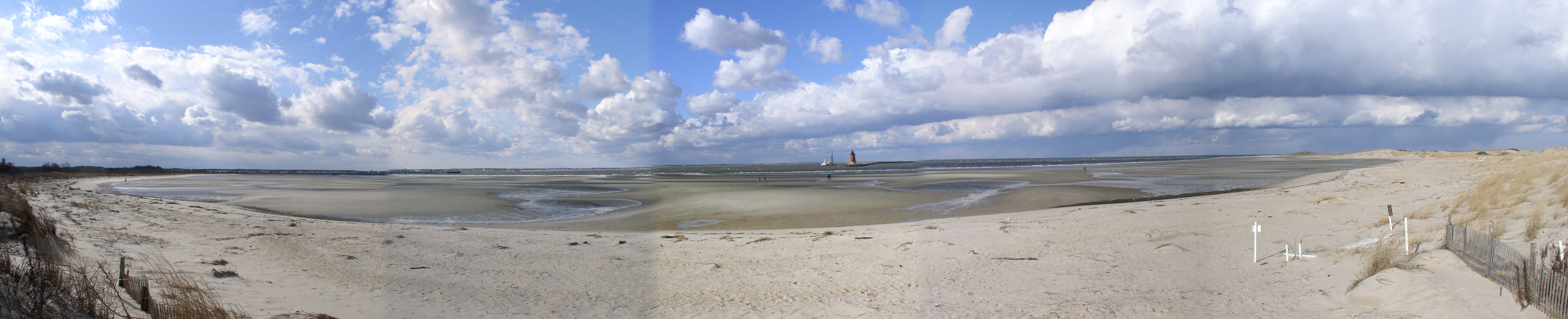
Capo Henlopen, di fronte alla baia del Delaware

La baia del Delaware (in inglese: Delaware Bay) è una baia del nord-est degli Stati Uniti d'America, situata tra gli Stati del Delaware e del New Jersey e costituita dall'ampio estuario sull'Oceano Atlantico del fiume Delaware. Si trova a nordest, a poca distanza, dalla baia di Chesapeake, alla quale è collegata tramite il canale artificiale Chesapeake-Delaware.
Tra le principali località che si affacciano sulla baia, figura Cape May (New Jersey).

## Geografia
La baia si trova tra la costa meridionale del New Jersey e la costa settentrionale del Delaware, segnatamente tra la penisola di Cape May (New Jersey) e Capo Henlopen (Delaware).
Partendo dalla costa del Delaware, la baia si estende in direzione nord-ovest per 84 km. In essa sfociano, oltre al fiume principale (il Delaware) i fiumi Appoquinimink, Leipsic, Smyrna, St. Jones e Murderkill.
La baia è circondata da terreni paludosi.

## Storia

### Origini
Durante la tarda epoca glaciale (circa 22.000 anni a.C.), la baia del Delaware non esisteva ancora.
Circa 10.000 anni dopo, la baia aveva un'ampiezza di 3 miglia e 5.000 anni dopo, si era già formato il 60% della baia attuale.

### Esplorazioni
Nel 1611, la baia di Delaware fu navigata dal Capitano Samuell Argall, durante la sua esplorazione della costa atlantica effettuata per conto della colonia inglese di Jamestown (Virginia).
Successivamente, nel 1614, la baia fu esplorata dal capitano Cornelius Mey per conto della Compagnia olandese delle Indie Occidentali.
|  |